# عائد ديموغرافي

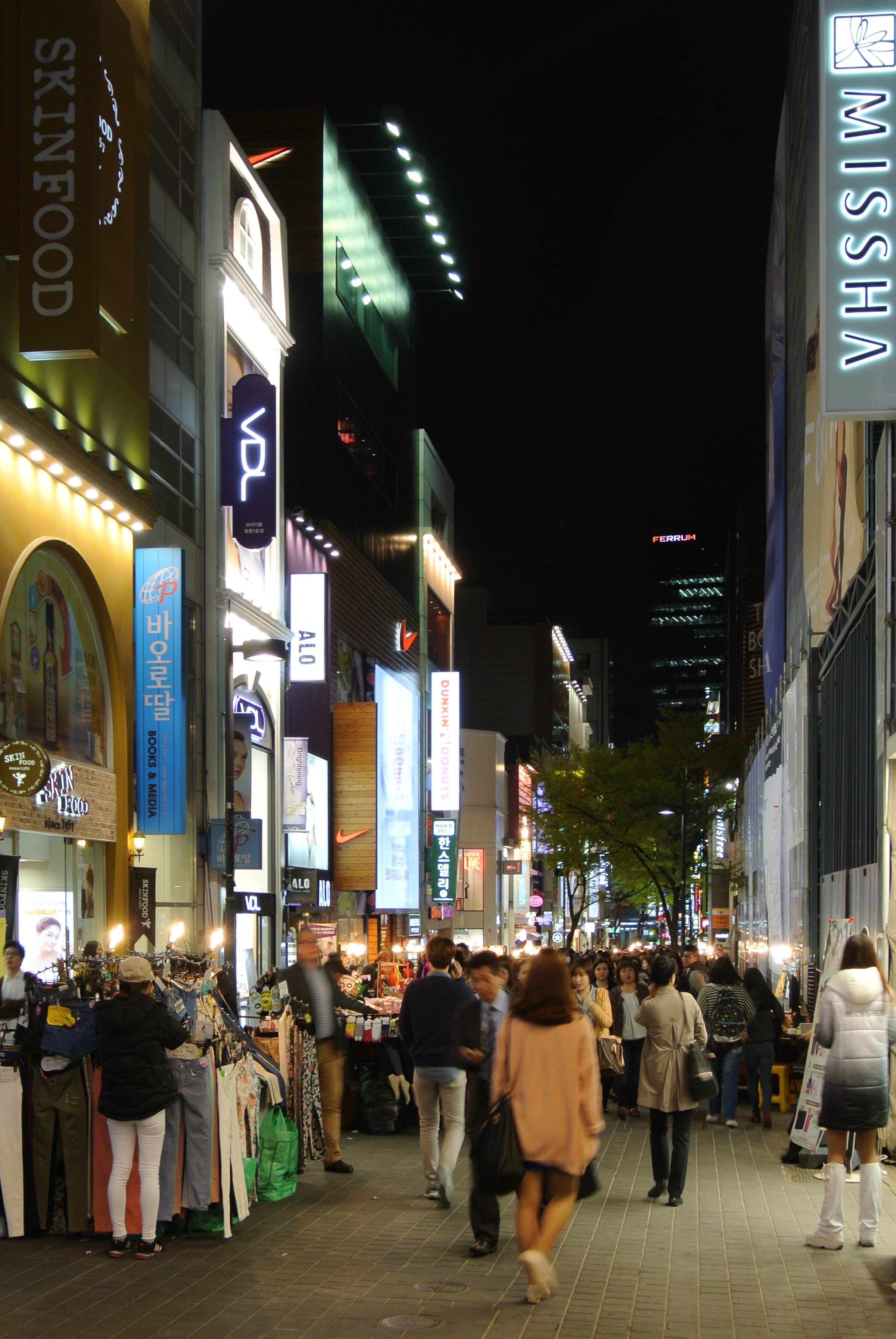

يعني العائد الديموغرافي بحسب تعريف صندوق الأمم المتحدة للسكان، «نمو اقتصادي محتمل يمكن أن ينشأ عن تحولات في التركيبة العمرية للسكان، وذلك بالأساس عندما تكون شريحة السكان في سن العمل (15-64) أكبر من الشريحة السكانية في سن لا يسمح بالعمل (14 فأصغر، و65 فأكبر)». بعبارة أخرى، «زيادة في الإنتاجية الاقتصادية والتي تحدث عندما يكون هناك عدد متزايد من الناس في القوى العاملة نسبةً إلى عدد المُعالين». صرّح صندوق الأمم المتحدة للسكان بأن «البلد الذي لديه عدد متزايد من الشباب ومعدل خصوبة متراجع، لديه إمكانية جني ثمار العائد الديمغرافي».
يحدث العائد الديموغرافي عندما تكون نسبة العاملين من إجمالي السكان مرتفعة لأن هذا يشير إلى أن المزيد من الناس لديهم الإمكانية ليكونوا منتجين ويسهمون في نمو الاقتصاد.
بسبب العائد بين الكبار والصغار، يجادل كثيرون بوجود إمكانية كبيرة لتحقيق ربح اقتصادي، والمسماة «الهدية الديموغرافية». من أجل حدوث النمو الاقتصادي، يجب أن يحصل السكان الأصغر سناً على تعليم جيد وتغذية كافية وصحة تشمل الحصول على الصحة الجنسية والإنجابية.
على أي حال، فإن هذا الانخفاض في معدلات الخصوبة ليس فورياً. أنتج تراجع معدلات الخصوبة تصاعدًا للتضخم السكاني على مدى أجيال في المجتمع. لفترة من الوقت، يكون هذا «التضخم» عبئاً على المجتمع ويزيد من نسبة الإعالة. أخيراً تبدأ هذه المجموعة في دخول القوة العاملة المنتجة. مع استمرار انخفاض معدلات الخصوبة وتقليص متوسط العمر المتوقع للأجيال القديمة، تنخفض نسبة الإعالة بشكل كبير. يستهل هذا التحول السكاني بالعائد الديموغرافي. مع عدد أقل من المُعالين الأصغر سناً بسبب انخفاض معدلات الخصوبة ووفيات الأطفال، وعدد أقل من كبار السن المُعالين بسبب تقليص متوسط العمر المتوقع للأجيال القديمة، والشريحة الأكبر من السكان في سن العمل الإنتاجية، وانخفاض نسبة الإعالة بشكل كبير، كل هذا يؤدي إلى العائد الديموغرافي. بالاندماج مع السياسات العامة الفعالة، يمكن أن تساعد هذه الفترة الزمنية من العائد الديموغرافي على تسهيل نمو اقتصادي أكثر سرعة وتضع ضغطاً أقل على الأسر. هذه أيضاً فترة زمنية تدخل فيها العديد من النساء إلى القوى العاملة لأول مرة. في العديد من البلدان، أدت هذه الفترة الزمنية إلى زيادة الأسر الأصغر وارتفاع الدخل وارتفاع معدلات العمر المتوقع. ومع ذلك يمكن أن تحدث تغيرات اجتماعية دراماتيكية أيضاً خلال هذا الوقت، مثل زيادة معدلات الطلاق وتأجيل الزواج والأسر الفردية (مكونة من شخص واحد).

## نظرية العائد التعليمية الحديثة
أظهرت الأبحاث الحديثة أن العائد الديموغرافي هو عائد يحفزه التعليم.

## نظرة إحصائية
يوجد نحو 1,8 مليار شخص تتراوح أعمارهم بين 10 و 24 سنة في العالم اليوم، أكبر عدد إجمالي من الشباب أكثر من أي وقت مضى. وفقاً لصندوق الأمم المتحدة للسكان، من المتوقع أن يرتفع هذا العدد حتى عام 2070. نشأت معظم الزيادة من البلدان الأقل تطوراً التي شهدت نمواً سريعاً وكبيراً في عدد الشباب. نحو 60% من سكان البلدان الأقل تطوراً تقل أعمارهم عن 24 سنة. تخلق النسبة الكبيرة من الشباب في البلدان الأقل تطوراً فرصة لتحقيق عائد سكاني. ومع ذلك يأتي هذا التحقيق مع تحديات.

## صرح صندوق الأمم المتحدة للسكان
«بحلول منتصف هذا القرن سيتضاعف عدد سكان البلدان الأقل تطوراً، ما يضيف 14 مليون شاب إلى السكان في سن العمل كل عام. ستكون تهيئة الظروف المعيشية اللائقة مهمة هائلة، خاصة وأن نحو 80 في المئة من الأشخاص الذين يعملون في هذه البلدان في الوقت الحالي عاطلون عن العمل أو يعانون من البطالة الجزئية أو يعملون بشكل غير منتظم. بالإضافة إلى ذلك، فإن نقص الموارد المالية سيجعل من الصعب مواصلة، ناهيك عن زيادة الإنفاق على الصحة والتعليم والتغذية».
لذلك من أجل كسب فوائد العائد الديموغرافي، يجب على الدول أن تدرك وتنمي إمكانيات الشباب وتغلق الفجوة بين المطالب المفروضة على الشباب والفرص المتاحة لهم.

## أمثلة

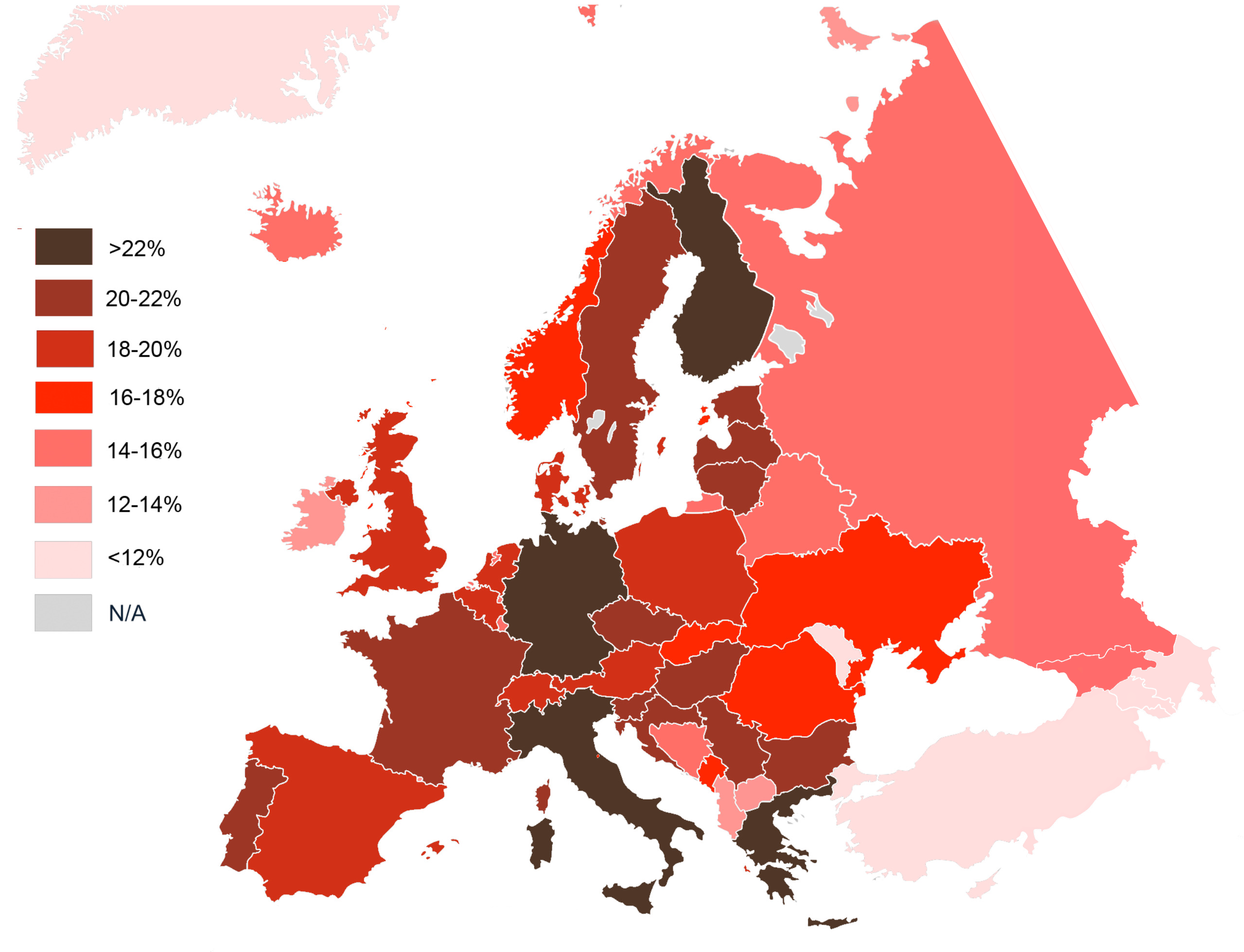
سكان أوروبا فوق 65

### شرق آسيا
يقدم شرق آسيا بعضاً من أكثر الأدلة إثباتاً حتى الآن على العائد الديموغرافي. حدث التحول الديموغرافي في شرق آسيا خلال 5-15 عاماً خلال الخمسينيات والستينيات، وهي فترة زمنية أقصر من أي مكان سابق. خلال هذا الوقت، استثمرت دول شرق آسيا في شبابها ووسعت من الوصول إلى تنظيم الأسرة ما سمح للناس بتكوين أسر لاحقاً وإنجاب عدد أقل من الأطفال. بدأ توفر المزيد من الموارد، وبدأ الاستثمار في البنية التحتية والاستثمارات الإنتاجية حيث انخفضت معدلات الخصوبة ما أدى إلى نمو اقتصادي غير مسبوق. على سبيل المثال، صرح صندوق الأمم المتحدة للسكان أن «جمهورية كوريا شهدت نمو نصيب الفرد من إجمالي الناتج المحلي بنحو 2200 في المئة بين عامي 1950 و 2008 ونما إجمالي الناتج المحلي في تايلاند بنسبة 970 في المئة».
تمكن شرق آسيا من الاستفادة من المعرفة والخبرة والتكنولوجيا في البلدان الأخرى التي مرت بالفعل بمرحلة التحول الديموغرافي. قيل إن العائد الديموغرافي لعب دوراً في «المعجزات الاقتصادية» لنمور شرق آسيا وشكل ما بين ربع وخمسي «المعجزة».

### ايرلندا
تقدم ايرلندا أيضاً مثالاً حديثاً على العائد الديموغرافي والتحول. شرّعت الحكومة الايرلندية وسائل منع الحمل في عام 1979 لمواجهة ارتفاع معدل المواليد. أدت هذه السياسة إلى انخفاض معدل الخصوبة وانخفاض نسبة الإعالة. رُبط كعامل مساهم في الازدهار الاقتصادي في التسعينيات إذ سميت ايرلندا النمر الكلتي. خلال هذا الوقت، تحسنت أيضاً نسبة الإعالة نتيجة لزيادة مشاركة الإناث في سوق العمل وانعكاسًا من الهجرة الخارجية للسكان في سن العمل ما أدى إلى تدفق صافي.

### أفريقيا
من ناحية أخرى، أفريقيا فريدة من الناحية السكانية لأن معدلات الخصوبة ظلت مرتفعة نسبياً، حتى مع إحراز تقدم كبير في خفض معدلات الوفيات. أدى ذلك إلى انفجار سكاني مستمر بدلاً من ازدهار سكاني وساهم في الركود الاقتصادي في معظم دول أفريقيا جنوب الصحراء. يبدو أن حجم العائد الديموغرافي يعتمد على قدرة الاقتصاد على استيعاب العمال الإضافيين وتوظيفهم بصورة منتجة، بدلاً من أن يكون هدية ديموغرافية صافية. وفقاً لصندوق السكان التابع للأمم المتحدة: «إذا تمكنت دول أفريقيا جنوب الصحراء الكبرى من تكرار تجربة شرق آسيا، فيمكن أن تحقق المنطقة عائداً ديموغرافياً يصل إلى 500 مليار دولار سنوياً لمدة 30 عاماً. بالنسبة لدول مثل أوغندا في شرق أفريقيا والتي تعد حالياً (2019) واحدة من البلدان الأقل تطوراُ في العالم، ربما تستغرق فترة طويلة من الزمن إذا لم توجد جهود متناسقة لتحقيق العائد الديموغرافي.

### الهند
في المستقبل القريب، ستكون الهند أكبر مساهم فردي في التحول الديموغرافي العالمي. وجدت ورقة عمل لصندوق النقد الدولي لعام 2011 أن جزءاً كبيراً من النمو الذي شهدته الهند منذ الثمانينيات عائد إلى الهيكل العمري في البلاد والتغيرات الديموغرافية. بحلول عام 2026، سيكون متوسط عمر الهند 29 عاماً وهو الأقل بين المتوسط العالمي. يتنبأ مكتب الإحصاء الأمريكي أن تتفوق الهند على الصين كأكبر بلد في العالم بحلول عام 2025، مع نسبة كبيرة من الفئة العمرية العاملة. على مدار العقدين المقبلين، يمكن أن يضيف العائد الديموغرافي المستمر في الهند حوالي نقطتين مئويتين سنوياً إلى نمو نصيب الفرد من إجمالي الناتج المحلي في الهند. تُطلب إجراءات صارمة لرعاية الحد الأدنى لمستويات المعيشة الأساسية في المستقبل بما في ذلك الغذاء والمياه والطاقة. حسب المكتب المرجعي للسكان، من المتوقع أن يبلغ عدد سكان الهند 1,692 مليار نسمة عام 2050.

### غرب آسيا
شهد غرب آسيا وشمال أفريقيا مؤخراً تضخمًا في الشباب، إذ يشكل الذين تتراوح أعمارهم بين 15 و 29 عاماً نحو 30% من إجمالي السكان. يُعتقد أنه من خلال التعليم والتوظيف، يمكن للشباب الحاليين في غرب آسيا دعم النمو الاقتصادي والتطورات مثلما فعل شباب شرق آسيا لصالح نمور آسيا.